# Arabis stenocarpa
Arabis stenocarpa là một loài thực vật có hoa trong họ Cải. Loài này được Boiss. & Reut. mô tả khoa học đầu tiên năm 1842.